# The Man Who Came to Dinner

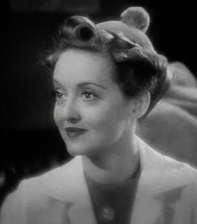
Bette Davis in The Man Who Came to Dinner

The Man Who Came to Dinner is een film uit 1942 onder regie van William Keighley.

## Verhaal
Sheridan Whiteside is beroemd op de radio, ondanks zijn gemene persoonlijkheid. Na een ongeluk op een trap, moet Whiteside binnen blijven bij zijn gastheer. Al snel begint hij zijn gezin aan te vallen.

## Trivia
- Bette Davis, die erg enthousiast over deze film was, wilde dat John Barrymore Sheridan Whiteside zou spelen. Hij kon dit helaas niet, vanwege gezondheidsproblemen.

## Rolverdeling
| Acteur        | Personage          |
| ------------- | ------------------ |
| Bette Davis   | Maggie Cutler      |
| Monty Woolley | Sheridan Whiteside |
| Ann Sheridan  | Lorraine Sheldon   |
| Billie Burke  | Daisy Stanley      |
| Jimmy Durante | Banjo              |
| Mary Wickes   | Zuster Preen       |